# Baroh Blang Mee
Baroh Blang Mee is een bestuurslaag in het regentschap Aceh Besar van de provincie Atjeh, Indonesië. Baroh Blang Mee telt 159 inwoners (volkstelling 2010).